# ONOMIMONO
『ONOMIMONO』（オノミモノ）は、2012年6月27日にワーナーミュージック・ジャパンよりリリースされたパスピエのメジャー1枚目、通算2枚目のアルバム。

## 概要
iTunesバンドル特典でCD版未収録の「電波ジャック(歌とピアノver.)」が付属。
タワーレコード対象店舗の購入者に先着で入場券が配布され、2012年6月30日に渋谷タワーレコードにてリリース記念インストアライブが開催された。
キャッチコピーは「新世代的電影時女夢想感覺樂隊」。結成15周年の2025年にはこのコピーを元に「電影夢想少女」の歌詞が制作された。

## 収録曲
| 全作詞: 大胡田なつき、全作曲: 成田ハネダ、全編曲: パスピエ。 |                          |              |            |      |
| #                                                            | タイトル                 | 作詞         | 作曲・編曲 | 時間 |
| 1.                                                           | 「トロイメライ」         | 大胡田なつき | 成田ハネダ | 4:26 |
| 2.                                                           | 「デモクラシークレット」 | 大胡田なつき | 成田ハネダ | 3:18 |
| 3.                                                           | 「プラスティックガール」 | 大胡田なつき | 成田ハネダ | 5:43 |
| 4.                                                           | 「脳内戦争」             | 大胡田なつき | 成田ハネダ | 3:04 |
| 5.                                                           | 「気象予報士の憂鬱」     | 大胡田なつき | 成田ハネダ | 2:27 |
| 6.                                                           | 「トリップ」             | 大胡田なつき | 成田ハネダ | 3:30 |
| 7.                                                           | 「最終電車」             | 大胡田なつき | 成田ハネダ | 3:55 |
| 8.                                                           | 「ただいま」             | 大胡田なつき | 成田ハネダ | 4:49 |
| 合計時間:                                                    | 合計時間:                | 31:12        |            |      |

## 楽曲解説
1. トロイメライ
成田が10代の頃に既に作られていた曲。作詞に当たって大胡田は同名曲が収録されたロベルト・シューマン『子供の情景』が「子供心を描いた、大人のための作品」であると知り「髪を切って新しく生まれ変わって」という歌詞の着想を得た[3]。
2. デモクラシークレット
ミュージック・ビデオには俳優の武田梨奈が出演している。
3. プラスティックガール
4. 脳内戦争
ギターソロは成田が弾いている[4]。2015年武道館と2025年オーチャードホール公演では成田がショルダーキーボードを使用し披露された。
5. 気象予報士の憂鬱
6. トリップ
7. 最終電車
大胡田は当初アンモナイトの歌にするつもりでサビの歌詞は「アンモナイトになりたい ゆらゆらゆらしてたいの 深海生活不思議 “一寸先は闇”なんちゃって」だった[5]。
TVアニメ『Turkey!』の企画アルバム『Side Project! 01』（ポニーキャニオンより2024年1月3日発売）に五代利奈（CV.市ノ瀬加那） によるカバーが収録されている。
8. ただいま